# السجين (رواية)
السجين، رواية لكورت فونجوت، نُشرت في العام 1979. تُعتبر هذه الرواية إسهام فونجوت المتعلّق بفضيحة ووترغيت.
يروي أحداث الرواية بطل القصة ولتر إف ستاربك، وهو رجلٌ أُطلق سراحه مؤخّرًا بعد أن قضى مدة عقوبته في سجن مخفّف الحراسة في ولاية جورجيا لدوره الصغير الذي أدّاه في فضيحة ووترغيت. كُتبت رواية السجين على شكل مذكّرات، تُظهِر واقع حال ستاربك، ثم تدور دورة كاملة لتقديم القصة منذ أول يومين له خارج أسوار السجن. عبر كلمات ستاربك، تقارِب رواية السجين تاريخ حركة العمال الأمريكية، بالإضافة إلى الشركات الأمريكية، والمكارثية، وإدارة الرئيس نيكسون، ثم ووترغيت.
يظهر في رواية السجين كيلجور تراوت، وهو شخصية متكررة في أعمال فونجوت مشهورٌ بكتابة قصص قصيرة وروايات في الخيال العلمي. خلافًا لأدواره في روايات فونجوت الأخرى، ففي هذه الرواية يظهر أن «كيلجور تراوت» هو اسم مستعار لشخصية تقبع في السجن، وهو الأمر الذي يناقض بشكلٍ صارخ المعلومات عن حياة كيلجور تراوت في روايات فونجوت الأخرى. ويُعتبر هذا مثالًا على توظيف فونجوت تكنيك الراوي غير الموثوق.

## الأهمية الأدبية والتلقّي
سمّت مراجعة كتب نيويورك تايمز رواية السجين على أنّها موعظة فونجوت على الجبل. وصفت مراجعات كيركوس الرواية على أنها «ليست أفضل أعمال فونجوت، ولكنها تحتوي على جرعةً كافيةً مِن حيوية فونجوت السرديّة التي تُبقي قرّاءَه المخلصين سعداء حتى عندما تنحدر الرواية في مهاوي السخافة».
في مقال من العام 2013، ذكرت مجلة جيكوبين أن رواية السجين لفونجوت «هي استقصاء مكثّف للحركة العمالية وأوضح تعبير أوليّ عن تعاطف فونجوت مع الحركة العماليّة».

## روابط خارجية
- السجين (رواية) على موقع الموسوعة البريطانية (الإنجليزية)